# 유시 내친왕가의 기이

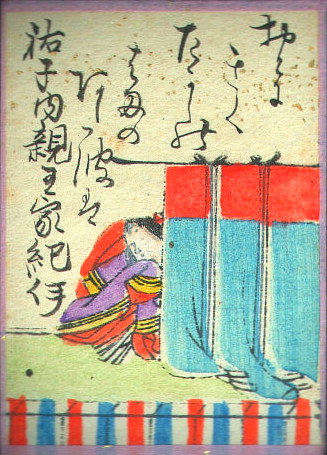

이치노미야 기이(일본어: 一宮紀伊, 생몰년 미상)는 헤이안 시대의 가인이다. 어머니와 함께 고스자쿠 천황의 딸 유시 내친왕(祐子内親王) 일가를 섬겼다. 그래서 유시 내친왕가의 기이(祐子内親王家紀伊)로 호칭된다.